# أساطير برتونية
الأساطير البرتونية أو البرطونية (بالإنجليزية: Breton mythology)‏ هي الأساطير أو مجموعة الحكايات التفسيرية والبطولية التي نشأت في بريتاني. البريتونيون هم من نسل البريطونيين المعزولين الذين استقروا في بريتاني منذ القرن الثالث على الأقل. في حين أن البريطانيين كانوا مسيحيين بالفعل في هذا العصر، حافظ السكان المهاجرون على الأساطير السلتية القديمة، المماثلة لتلك الموجودة في ويلز وكورنوال.
تضم أساطير بريتون العديد من الآلهة والمخلوقات الأسطورية المرتبطة على وجه التحديد بعبادات الطبيعة. ضمن هذه البيئة من الآلهة والمخلوقات المتصلة بالطبيعة، توجد آثار لبعض قديسي بريتون الكاثوليك. وقد تم قبول هذه التركة الأسطورية من قبل الرومان الذين سرعان ما تم تنصيرهم، مما أدى إلى خسارة فادحة مست الملاحم الكبرى وتدمير أو تحويل المعالم والأماكن الوثنية.

## المخلوقات البرتونية

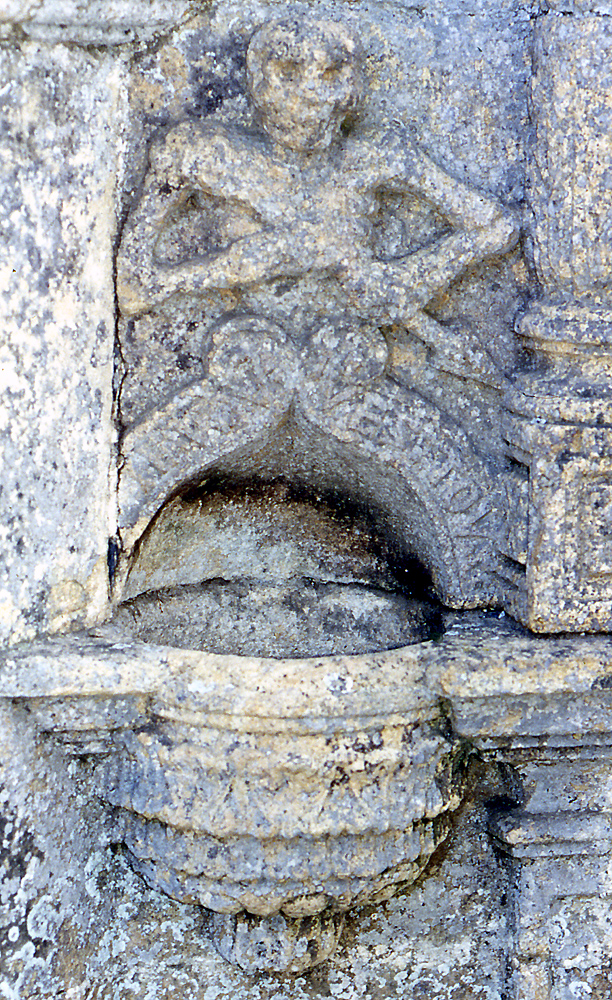
منحوتة لإينكو في بلدية في مقاطعة فينيستير في بريتاني في شمال غرب فرنسا.

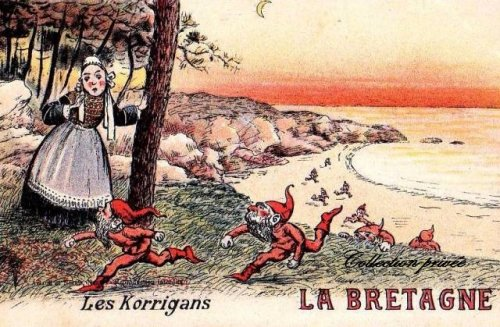
بطاقة بريدية من القرن التاسع عشر تظهر الكوريغان.

- إينكو [الإنجليزية]: هو خادم الموت.[1] يظهر إينكو كرجل أو هيكل عظمي يرتدي رداءًا أسودًا وقبعة كبيرة تخفي وجهه، أو في بعض الأحيان كظل. يستخدم منجلًا ويقال إنه يجلس فوق عربة لجمع الموتى، أو يقود عربة سوداء كبيرة يجرها أربعة خيول سوداء ويرافقه شخصان شبحيان سيرًا على الأقدام.[1][2]

- بوغول نوز [الإنجليزية]: هم كائنات شبيهة بالفاي (جنية) يعيشون في الغابات ولهم منظر بشع وفظيع. ويطلق عليهم الراعي الليلي.[3] إنهم شنيعون لدرجة أنه يقال إن من يراهم سيموت لا محالة.[4]

- كوريغان [الإنجليزية]: هم أرواح خرافية أو شبيهة بالقزم.[5]